# Харьковчанка
«Харьковчанка» — антарктический вездеход, заводское обозначение «Изделие 404С», созданный в мае 1958 года на Харьковском заводе транспортного машиностроения имени Малышева.

## История создания
Необходимость в надёжных транспортных средствах, которые могли бы выдержать морозы до −80 °C, возникла с началом советских исследований Антарктики в середине 1950-х годов. В 1957 году руководство Арктического научно-исследовательского института обратилось в правительство с просьбой найти предприятие, которое могло бы создать транспортное средство, способное работать в условиях Антарктиды. Задача создания снегохода для Антарктиды была возложена на два предприятия в Харькове: авиационный завод и завод транспортного машиностроения. Работа началась в 1958 году. Заказ на «Харьковчанку» был выполнен в заданный срок — три месяца. Основой вездехода послужил тягач АТ-Т (в котором, в свою очередь, были использованы многие агрегаты танка Т-54). Для машины шасси тягача удлинили на два катка. На траках были установлены снегозацепы большой площади. «Харьковчанки» приводились в движение 520-сильным дизельным мотором и помимо собственных 35 тонн могли тащить санный прицеп массой 70 тонн, что чрезвычайно важно в условиях Антарктиды, когда запас топлива перевозится с собой. «Харьковчанки» могли также плавать, погружаясь при этом только до половины кабины. Кузов разрабатывался на авиазаводе. Кабину вагонного типа из дюралюминия площадью 28 квадратных метров и высотой 2,1 м оснастили восьмислойной теплоизоляцией из капроновой ваты. В кабине размещались места для водителя и штурмана, а также 8 спальных мест в два яруса, санузел и камбуз с возможностью разогрева консервов и напитков, отопитель и радиостанция. Из салона имелся доступ к двигателю «Харьковчанки», чтобы при необходимости вести его ремонт и обслуживание, не выходя из тепла. На практике полной изоляции кабины не получалось, и экипаж был вынужден вдыхать выхлопные газы.

## Технические характеристики
- Мощность дизеля — 520 л. с. (995 л. с. — с приводными центробежными нагнетателями)[1]
- Запас хода — 1500 км
- Габариты — длина 8,5 м, ширина 3,5 м, высота 4 м
- Вес — 35 т
- Ширина гусениц — 1 м (с расширителями)[1]
- Максимальная скорость — 30 км/час
- Преодолеваемый подъём — 30°
- Объём кабины — 50 м³ (площадь — 28 м², высота — 2,1 м)
- Спальный салон — 6—8 мест.

## В Антарктике
А вот нашу «Харьковчанку-22» знает весь мир: она прошла по Антарктиде десятки тысяч километров, побывала на Южном полюсе недоступности и украсила своим изображением почтовую марку.

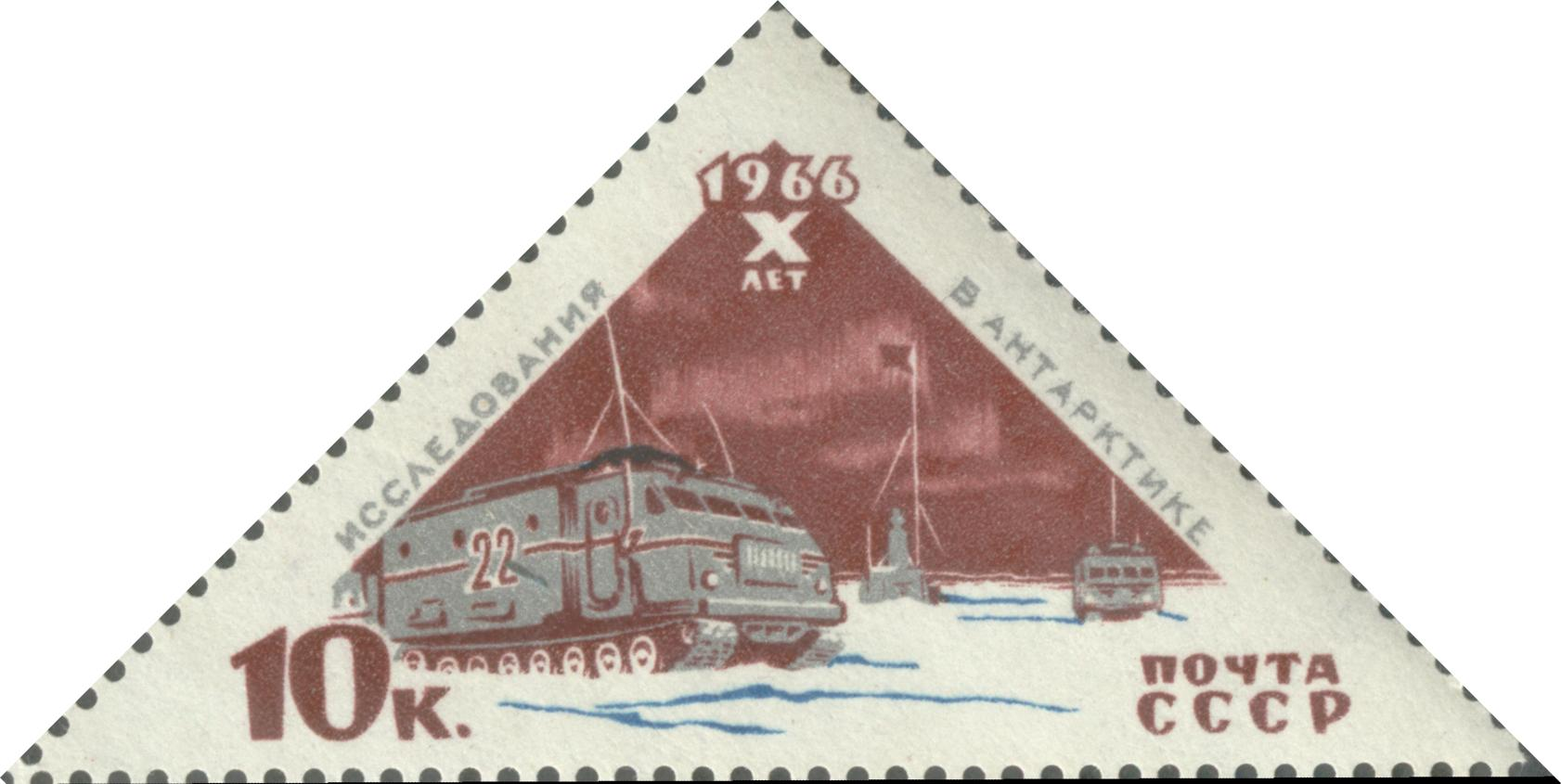
Почтовая марка СССР 1966 года. 10 лет исследований в Антарктиде. Тягач-вездеход «Харьковчанка»

Из Харькова пять «Харьковчанок» перевезли на специальном железнодорожном составе сначала в Ленинград, а оттуда — в калининградский порт, где их погрузили на дизель-электроход «Обь», отправлявшийся в 4-ю советскую антарктическую экспедицию и прибывший по месту назначения в начале 1959 года. После подготовительных работ 10 февраля 1959 года колонна «Харьковчанок» вышла из Мирного в беспримерный на тот момент поход к Южному полюсу продолжительностью полтора месяца и длиной 2700 километров. 26 декабря 1959 года караван из двух «Харьковчанок» и тягача АТ-Т достиг Южного полюса в районе станции Амундсен-Скотт. «Харьковчанки» оказались на редкость выносливыми, долговечными и надёжными машинами и длительное время (как минимум до 2008 года) осуществляли сообщение между всеми шестью советскими полярными станциями.

## Дальнейшее развитие
В 1974 году был выполнен заказ на пять модифицированных вездеходов «Харьковчанка-2». Одним из его главных отличий была внешняя капотная кабина, в то время как у первой «Харьковчанки» всё обитаемое пространство было объединено в один «вагон». В «Харьковчанке-2» была решена проблема с выхлопными газами: жилой модуль был герметизирован, тепло в нём сохраняла модифицированная теплоизоляция на современных элементах. По настоянию полярников были врезаны форточки для проветривания помещения. Кроме того, «Харьковчанки-2» оснастили системами радионавигационного обеспечения. Вездеходы были доставлены в Антарктиду в 1975 году. В 1980 году началась работа над новой модификацией антарктического вездехода — «Харьковчанкой-3» на основе тягача МТ-Т. Проект был закрыт с распадом СССР.